# Xanthonia monticola
Xanthonia monticola är en skalbaggsart som beskrevs av Staines och Weisman 2001. Xanthonia monticola ingår i släktet Xanthonia och familjen bladbaggar. Inga underarter finns listade i Catalogue of Life.